# Don Chaney
Donald R. Chaney (nacido el 22 de marzo de 1946 en Baton Rouge, Luisiana) es un antiguo jugador y entrenador profesional de baloncesto de la NBA. Chaney jugó al baloncesto en la Universidad de Houston, y disputó los 40 minutos del célebre "Game Of The Century" ("Partido del Siglo") entre Houston Cougars y UCLA Bruins en el Astrodome. En 1968 fue seleccionado en la posición 12 de la primera ronda del Draft de la NBA por Boston Celtics.

## Carrera profesional

### NBA
- Boston Celtics (desde 1968-69 hasta 1974-75, y de 1977-78 a 1979-80)
- Los Angeles Lakers (de 1976-77 a 1977-78)

### ABA
- Spirits of St. Louis (1975-76)

22 temporadas como entrenador (9 en la NBA):
- Los Angeles Clippers, (de 1984-85 a 1986-87)
- Houston Rockets, (de 1988-89 a 1991-92)
- Detroit Pistons, (de 1993-94 a 1994-95)
- New York Knicks, (de 2001-02 a 2003-04)

Chaney es el único jugador de Boston Celtics que ha jugado con Bill Russell (1956–1969) y Larry Bird (1979–1992).
Don se convirtió en campeón de la NBA con los Celtics en su año rookie. También ayudó a ganar el anillo de 1974. Ya como entrenador, en la temporada 1990-91, recibió el galardón al Mejor Entrenador del año entrenando a Houston Rockets y liderándolos a cosechar un récord de 50 victorias por 32 derrotas.

## Premios
- Dos veces campeón de la NBA (1968 y 1974).
- Cinco veces seleccionado para el segundo mejor quinteto defensivo de la temporada (1972, 1973, 1974, 1975 y 1977).
- Entrenador del Año (1991).
- Louisiana Sports Hall of Fame (1991).
- Medalla de oro con la selección de Estados Unidos en el Mundial de Toronto de 1994 (como ayudante del entrenador).